# Frederic al IV-lea, Duce al Austriei

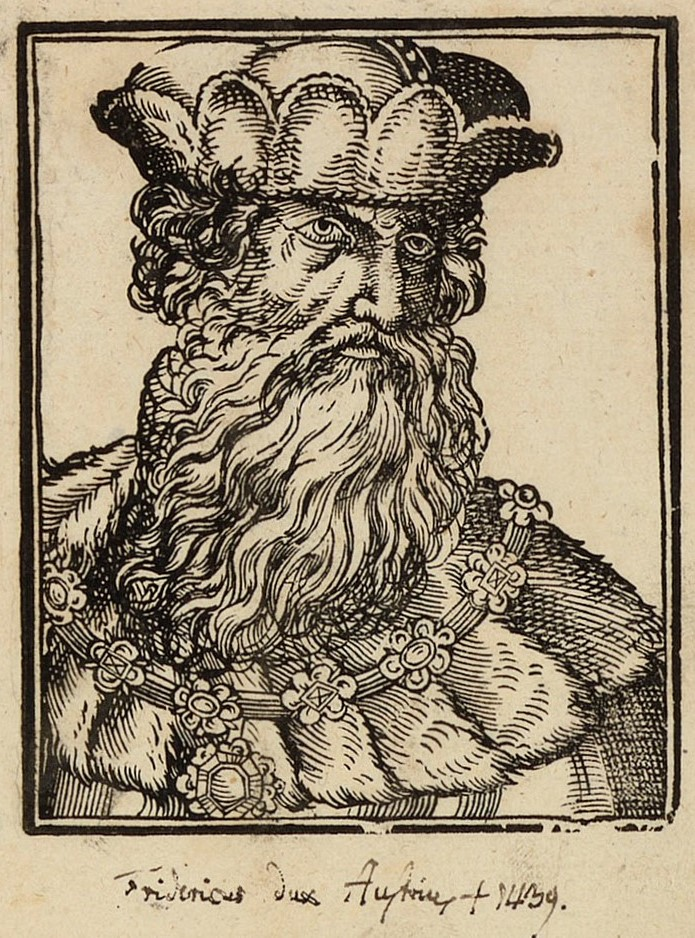
Ducele Frederic al IV-lea (gravură pe lemn, secolul al XVI-lea, Colecția Royal Century, Castelul Windsor)

Frederic al IV-lea, supranumit cel cu Buzunarele goale, (în germană Friedrich IV.mit der leeren Taschen ; n. 1382 – d. 24 iunie 1439, Innsbruck, Austria), aparținând Casei de Habsburg, a fost din 1402 duce titular al Austriei și a guvernat Austria Anterioară, din 1406 conte al Tirolului și din 1406 până în 1411 regent al Austriei Superioare. Frederic a fost fiul ducelui Leopold al III-lea cel Drept și al soției sale Viridis Visconti, fiica guvernatorului orașului Milano, Bernabò Visconti.
Frederic a fondat linia tiroleză (numită și „cea veche”) a Casei de Habsburg. Supranumele său ironic, precum și numeroasele legende și povestiri despre el, fac din Frederic unul dintre cele mai cunoscute personaje ale Evului Mediu din Tirol.

## Biografia

### Adolescența și primele funcții
După moartea lui Leopold al III-lea în Bătălia de la Sempach în 1386, Frederic și frații săi mai mari Wilhelm, Leopold al IV-lea și Ernest cel de Fier (care formau linia leopoldină a Casei de Habsburg) au intrat sub tutela unchiului lor Albert al III-lea. După moartea unchiului în 1395, ei au preluat cârmuirea împreună cu vărul lor Albert al IV-lea (din linia albertină). După Tratatul de la Hollenburg, Wilhelm a devenit duce al Austriei Interioare care cuprindea ducatele Stiria, Carintia, Craina și litoralul austriac. Leopold a devenit conte de Tirol, iar când Frederic a atins vârsta majoratului în 1402, i s-a încredințat Austria Anterioară (la vest de Bavaria și Tirol) și și-a mutat reședința la Freiburg. O altă împărțire a teritoriilor leopoldiene a avut loc după moartea lui Wilhelm în 1406: ducele Leopold al IV-lea, devenit moștenitor, a cedat Tirolul lui Frederic, însă el nu a devenit singurul conducător în Austria Anterioară până la moartea lui Leopold în 1411.
Tot la moartea lui Wilhelm, Leopold a preluat guvernarea în Viena pentru nepotul său Albert al V-lea, care era încă minor și al cărui tată, Albert al IV-lea, murise în 1404. Ernest, care fusese într-o campanie militară cu regele Rupert în Italia, a preluat Austria Interioară, iar Frederic, la vârsta de 24 de ani, a preluat și comitatul Tirol. În această perioadă a apărut denumirea de Austria Superioară folosită atunci când se face referire la cârmuirea comună a comitatului Tirol, regiunii Vorarlberg și Austriei Anterioare până în 1665.
Frederic s-a căsătorit în 1406 la Innsbruck cu prințesa Elisabeta a Palatinatului (1381–1408), fiica regelui romano-german Rupert al III-lea. Ei au avut o singură fiică, Elisabeta, care a murit curând după naștere, ca și mama ei la doar trei ani după căsătorie.

### Războiul cu Appenzell
În timpul domniei lui Frederic existau mai multe conflicte cu Cantonul Appenzell care lupta pentru independență. Frații săi mai mari i-au cerut să pornească o campanie împotriva acestui canton (Războaiele din Appenzell). Frederic a ridicat o puternică armată de cavaleri în Austria Anterioară, formată în principal din membri ai nobilimii șvabe și locuitori ai orașelor habsburgice și orașelor imperiale aliate. Din punct de vedere organizatoric centrul se afla în orașul Schaffhausen, iar cel mai important aliat al ducelui era orașul Konstanz. Campania militară s-a încheiat cu înfrângerea armatei lui Frederic în Bătălia de la Stoss lângă orașul Gais pe 17 iunie 1405. Succesul locuitorilor din Appenzell a fost urmat de alte incursiuni victorioase în Tirol pe valea râului Inn. Timp de doi ani, ororile comise de cei din Appenzell au înfricoșat nobilimea și au stârnit entuziasmul luptătorilor pentru libertate, fermieri și țărani. Totuși pe 13 ianuarie 1408, înfrângerea suferită în apropiere de Bregenz în lupta împotriva unei alianțe a șvabilor și episcopilor de Augsburg și de Konstanz a făcut ca locuitorii din Appenzell să-și piardă reputația de invincibili, retrăgându-se în Appenzell. Abia în 1410 s-a ajuns la un acord de pace.

### Opoziția nobililor și revoluția din Trento
În acești ani Frederic s-a confruntat, de asemenea, cu opoziția nobilimii din propriile teritorii (în 1406 și 1407) și cu ideile revoluționare din episcopatul Trento. Este posibil ca oponenții săi politici să-i fi dat porecla „cel cu Buzunarele goale”, care a devenit ulterior populară. În 1407 a avut loc o revoluție în Trento. Sub conducerea lui Rodolfo Belenzani (1372–1409) nobilii și cetățenii orașului s-au ridicat împotriva episcopului Georg de Lichtenstein (1390–1419). În același timp, au existat revolte ale țăranilor în Nonsberg⁠(d) și în alte părți ale actualei provincii autonome Trentino, astfel încât ducele Frederic s-a simțit obligat să intervină și s-a întors împotriva episcopului pe care l-a expulzat din Trento.

### Disputa din Rottenburg
În 1410 ducele Frederic a trebuit să facă față conflictelor cu Henric al VI-lea de Rottenburg pe care ducele Ștefan al III-lea de Bavaria-Ingolstadt îl chemase în țară. Luptele împotriva trupelor bavareze au avut loc pe valea inferioară a râului Inn. După un armistițiu, Frederic a asediat numeroase castele care aparțineau lui Henric de Rottenburg, între care: Caldiff, Enn, Leuchtenburg și Laimburg (aflate în Tirolul de Sud). Ducele s-a îndreptat și împotriva nobililor aliați cu Henric de Rottenburg pe care în cele din urmă l-a arestat. El a fost închis la Innsbruck în a doua jumătate a anului 1410, unde urma să fie judecat pentru înaltă trădare. Henric a fost eliberat pentru scurt timp pentru a obține mai ușor castelele acestuia de pe valea inferioară a Innului, care erau încă ocupate de bavarezi. Apoi a fost din nou închis. După eliberarea sa în primăvara anului 1411, Henric de Rottenburg a murit la Kaltern în Tirolul de Sud. Frederic a confiscat cea mai mare parte a proprietăților lui în beneficiul propriu. Acest conflict a reprezentat un serios pericol politic pentru tânărul duce, însă la încheierea lui Frederic avea o poziție consolidată, iar prin confiscarea proprietăților lui Henric de Rottenburg el și-a îmbunătățit în mod semnificativ situația financiară.

### Extinderea teritorială
În 1410 Frederic s-a căsătorit din nou la Innsbruck cu prințesa Anna de Braunschweig-Lüneburg (1390–1432), fiica ducelui Frederic I de Braunschweig-Wolfenbüttel. Dintre cei patru copii ai lor, doar Sigismund, născut în 1427, a ajuns la maturitate.
În 1411 a murit la Viena Leopold, al doilea frate al lui Frederic. Albert al V-lea, nepotul lor comun și moștenitor de drept al Austriei, aflat în ultimii ani în grija lui Ernest în Austria Interioară, și-a preluat moștenirea. Albert, ginere al regelui romano-german Sigismund, și-a îndreptat atenția asupra Boemiei, unde regele era implicat în luptele husiților. Ernest și Frederic au împărțit între ei moștenirea Liniei Leopoldine. Lui Ernest i-a revenit Stiria, Carintia și Craina, iar Frederic a adăugat Austriei Anterioare și Tirolului, Alsacia și margrafiatul Burgau din Suabia.
Frederic a preluat comitatul Laufenburg în 1408, când s-a stins Linia Habsburg-Laufenburg. Proprietățile Liniei Kyburg fuseseră pierdute de-a lungul timpului, dar titlul de conte de Kyburg i-a revenit lui Frederic în 1417 la extincția acestei linii a familiei de Habsburg.

### Conciliul de la Konstanz
O alianță încheiată cu antipapa Ioan al XIII-lea aflat în călătorie spre Konstanz pentru a participa la Conciliu i-a adus ducelui Frederic pe 15 octombrie 1414 la Meran titlul de căpitan general al Bisericii Romanice, ceea ce curând i-a pricinuit alte probleme. La cererea regelui Sigismund, Frederic a plecat la Konstanz pentru a-i prezenta acestuia omagiul său pe 4 februarie 1415. Datorită sprijinului acordat antipapei Ioan al XIII-lea pentru a evada de la Conciliul din Konstanz pe 20 martie 1415, Frederic a fost convocat de către adunarea prinților imperiali. Pe 30 aprilie Frederic s-a întors la Konstanz și a început imediat să negocieze cu regele Sigismund pentru ridicarea interdicției imperiale care îi fusese impusă.
În fața adunării prinților în Konstanz pe 5 mai 1415 el a primit ridicarea excomunicării din biserică și a celei imperiale, dar în schimb a trebuit ca pe 7 mai să cedeze confederaților elvețiene unele teritorii austriece din cantonul Argovia de astăzi și, de asemenea, să pună teritoriile sale din Alsacia, Breisgau, Suabia și Tirolul în mâinile regelui romano-german. Frederic a rămas ostatic în Konstanz timp de aproape unsprezece luni. După ce antipatia față de el scăzuse, pe 30 martie 1416 el a reușit să părăsescă orașul Konstanz prin Feldkirch și să se întoarcă în Tirol. Pentru ducele Frederic, Conciliul de la Konstanz a reprezentat o criză politică și personală foarte dificilă. Deși a acceptat condițiile puse de regele Sigismund și penitența impusă de papa Martin al V-lea, pierderile sale teritoriale și materiale au fost foarte mari - este posibil ca de aceea să fi fost ironic supranumit „Friedel cel cu buzunarele goale”.

### Ultima parte a guvernării

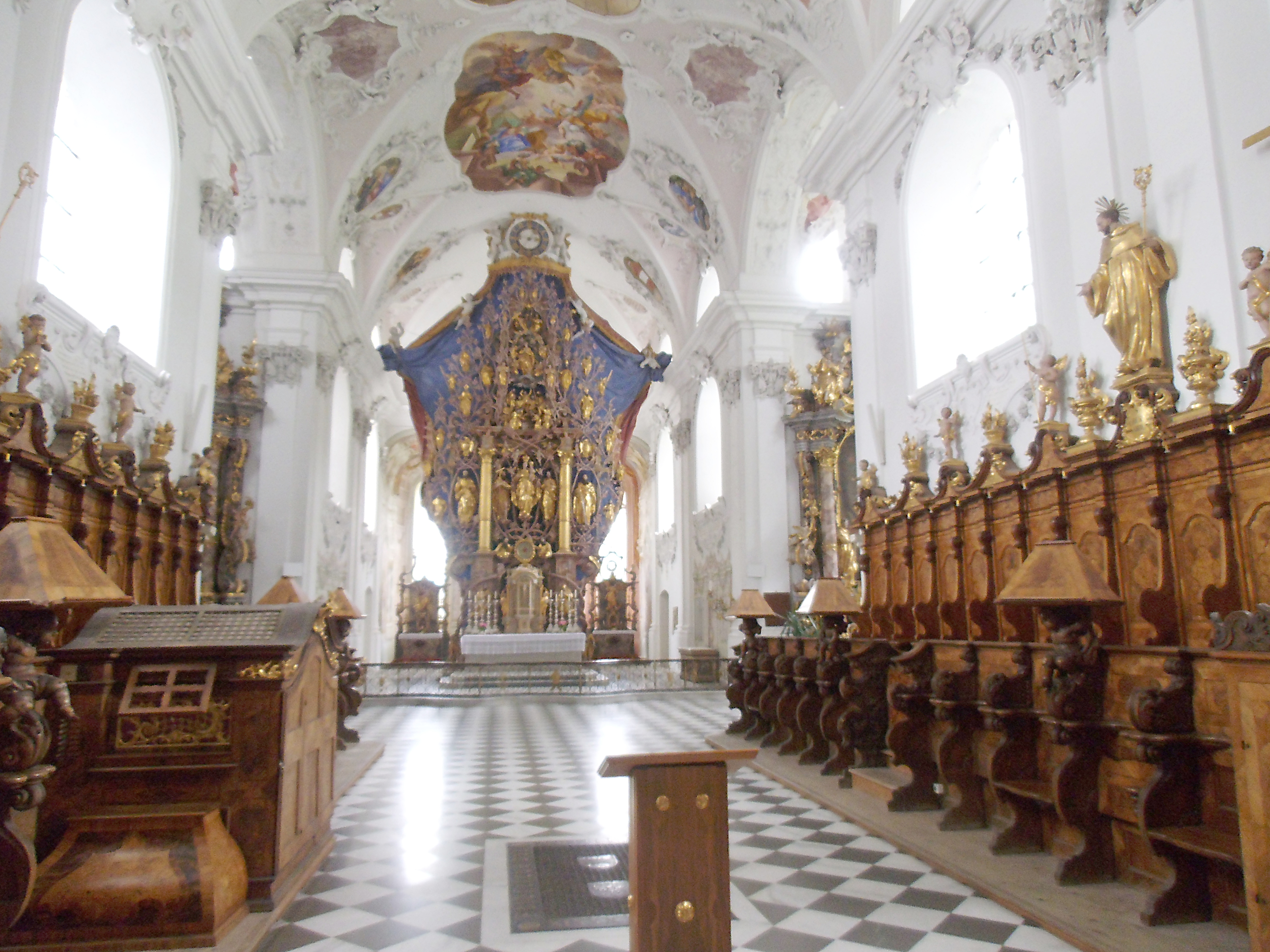
Biserica Mănăstirii Stams (mormântul lui Frederic al IV-lea în podea, în spatele pupitrului)

În 1420 Frederic a mutat curtea sa din Tirol de la Meran la Innsbruck. După mai multe rebeliuni ale nobililor locali, stăpânirea sa în Tirol s-a stabilizat, parțial datorită începerii cu succes a extracției minereului de argint în Schwaz și Gossensaß, care a adus o creștere a prosperității populației. După moartea fratelui său Ernest pe 10 iunie 1424, ducele Frederic a preluat regența Austriei Interioare pentru nepoții săi minori, Frederic al V-lea (devenit ulterior împăratul Frederic al III-lea) și Albert al VI-lea. În ultimii săi ani a trebuit să facă față unei alte revolte împotriva stăpânirii sale în Tirol, instigată de prințul-episcop Alexandru de Masovia.
Noul prinț-episcop polonez Alexandru de Masovia, care a cârmuit în Trento începând din 1423, a urmat inițial o politică de dizolvare a Tirolului și a încercat o apropiere de Milano și Veneția. Cârmuirea sa a dus la tulburări printre supușii săi și în 1435 la o răscoală sângeroasă în Trento, pe care Frederic a folosit-o ca motiv pentru a ocupa din nou orașul cu trupele sale din Tirol.
Frederic a murit pe 24 iunie 1439 la Innsbruck fiind bogat, în ciuda poreclei sale „cel cu Buzunarele goale”, iar fiul său Sigismund a fost supranumit „cel Bogat în monede”. Frederic a fost înmormântat în Mănăstirea Stams, unde există lângă mormântul său și statuia lui pe așa-numitul „Mormânt austriac”.

## Titlurile lui Frederic al IV-lea
Titlul cel scurt al lui Frederic era: „Frederic, prin harul lui Dumnezeu duce al Austriei, Stiriei,Carintiei și Crainei, conte al Tirolului” (în germană „Fridreich, von gots gnaden Hertzog ze Osterreich, ze Steyr, ze Kernden, und ze Krain, Graf ze Tyrol“). Titlul cel lung era: Duce de Austria, Stiria, Carintia și Craina, Conte de Tirol, Habsburg, Pfirt și Kyburg, stăpân în Marca Vindica și Portenau, Margraf de Burgau și Landgraf în Alsacia și Breisgau etc. În documentele emise de el împreună cu unul dintre frații mai mari, el apărea întotdeauna cel de-al doilea. Pentru a-l deosebi de nepotul său care purta același nume și care a devenit ulterior împăratul Frederic al III-lea, ducele a adăugat numelui său „cel Bătrân”. Au fost păstrate două documente în care Frederic poartă titlul de Arhiduce al Austriei, deși acest titlu (introdus prin Privilegium maius) a fost admis abia în 1442 de împăratul Frederic al III-lea: o scrisoare de grație pentru cetățenii orașelor Innsbruck și Hall în Tirol datând din anul 1411 și o notă a datoriilor ducelui Albert a V-lea al Austriei datând din anul 1418.

## Supranumele „cel cu Buzunarele goale”
În textele, documentele și sursele narative contemporane, numelui lui Frederic al IV-lea îi este adăugat de regulă cuvântul „senior”, folosit și de el însuși pentru a se deosebi de nepotul său Frederic, devenit ulterior împăratul Frederic al III-lea. În cronicile istorice el a fost numit „Frederic cel Bătrân” până la începutul secolulului al XVII-lea.
Ca în cazul multor conducători din Evul Mediu târziu, nu există nicio dovadă a modului în care a apărut supranumele „cu buzunarele goale” și la ce se referă exact. Se poate crede că este un supranume ironic care ar fi avut legătură cu disputa privind feuda Rottenburg, revolta aristocratică din 1423, feuda Starkenberg sau Conciliul de la Konstanz, dar nici una dintre acestea nu poate fi dovedită. Faptul că porecla nu este menționată nici de Ulrich de Richental, nici de Eberhard Windeck (cei mai cunoscuți scriitori contemporani cu Conciliul în timpul căruia reputația ducelui a avut mult de suferit) denotă faptul că porecla nu a avut legătură cu Conciliul de la Konstanz.
Aceasta apare pentru prima dată în Topografia Austriei scrisă de umanistul vienez Johannes Cuspinian în 1529 la 90 de ani de la moartea lui Frederic. Cuspinian nu explică porecla lui Frederic ceea ce poate indica faptul că provenea din Tirol (Cuspinian având contacte cu Tirolul prin împăratul Maximilian I și soția lui care aparținea unei familii nobile tiroleze). Porecla a apărut nu numai în limba Topografiei Austriei, latina, ci și în limba germană. Din păcate nu există nicio sursă scrisă în limba germană despre istoria Tirolului din această perioadă. În „Vulturul tirolez” al lui Matthias Burglechner scris în jurul anului 1620, porecla lui Frederic este folosită pentru prima dată într-un titlu, de unde se poate deduce că ea era cunoscută cititorilor vremii. În a doua jumătate a secolului al XVII-lea, supranumele a început, de asemenea, să fie folosit în literatura oficială și științifică. Supranumele era deja cunoscut înainte de 1529, deci nu poate fi exclus faptul că a fost creat în secolul al XVI-lea.
Această poreclă a influențat imaginea posterității despre Frederic. În timp ce punctul de vedere „anti-Frederic” îl reduce la deciziile politice greșite luate, de „duce constrâns de latura financiară a existenței sale, cu buzunarele goale” (deși, de fapt, el a fost unul dintre cei mai bogați prinți ai timpului său cea mai mare parte a vieții sale), punctul de vedere pro-Frederic îl arată ca un om priceput și capabil, care a reușit să se îmbogățească în ciuda circumstanțelor potrivnice. Având în vedere situația financiară a ducelui - care în realitate nu a fost vreodată cu adevărat lipsit de resurse financiare, în ciuda mai multor crize prin care a trecut - poate fi acceptată o interpretare ironică a poreclei sale.

## Căsătoriile și descendenții
Pe 24 decembrie 1407, Frederic s-a căsătorit la Innsbruck cu Elisabeta a Palatinatului (1381–1408), fiica principelui elector al Palatinatului și rege romano-german Rupert al III-lea. Cu această soție Frederic a avut o fiică, Elisabeta, dar și mama și copilul au murit la scurt timp după naștere, pe 27 decembrie 1408.
Frederic s-a căsătorit a doua oară în 1410 cu Anna de Braunschweig, fiica ducelui Frederic I din dinastia Welfilor și a soției lui, prințesa Anna de Saxonia-Wittenberg din Casa de Ascania. Din această căsătorie au rezultat patru copii:
- Margareta (1423–1424),
- Hedwiga (1424–1427 sau 1432),[16]
- Wolfgang (n./d. 16 februarie 1426),
- Sigismund cel Bogat în monede (1427–1496), arhiduce de Austria și conte al Tirolului.

Cu fiul său, Sigismund, care nu a avut descendenți, s-a stins ramura veche tiroliană a liniei leopoldine a Casei de Habsburg.